# Список керівників держав 1012 року
Список керівників держав 1012 року — це перелік правителів країн світу 1012 року.
Список керівників держав 1011 року — 1012 рік — Список керівників держав 1013 року — Список керівників держав за роками

## Європа
- Англія:
  - Король Англії — Етельред Безрадний (978—1013)
  - Гвікке — елдормен Леофвін (994—1023)
  - Корнволл — граф Ґодвін ап Алурд (1010—1050)
- Балканський півострів:
  - Перше Болгарське царство — Самуїл (997—1014)
  - Західне Болгарське царство — Самуїл (980—1014)
  - Дукля — Йован Володимир (990—1016)
- Білорусь:
  - Полоцьке князівство — Брячислав Ізяславич (1001/1003-1044)
  - Турівське князівство — Святополк Окаянний (988/990-1013/1015)
- Волзька Болгарія — Ібрагім ібн Мумін (1006—1025/1026)
- Вельс:
  - Брихейніог — Гріфід ап Елісед (?-1045)
  - Королівство Гвент — Родрі ап Елісед (983—1015)
  - Королівство Гвінед — Айдан ап Блегіврид (1005—1018)
  - Дехейбарт — Едвін ап Ейніон (1005—1018)
  - Морганнуг — Гівел ап Овейн (990/1000-1015/1043)
  - Королівство Повіс — до 1018 невідомо
- Візантійська імперія — Василій II Болгаробійця (976—1025)
  - Неаполітанське герцогство — Сергій IV (1002–1036)
- Ірландія — верховний король Бріан Боройме (1002—1014)
  - Айлех — Флайхбертах О'Нейлл (1004—1031)
  - Айргіалла — Мак Лейгінн мак Кербайлл (998—1022)
  - Дублін (королівство) — Сітрік Шовкова Борода (995—1036)
  - Коннахт — Тадг Ін Ейх Гіл МакКатал (1010—1030)
  - Ленстер — Маелморд (1003—1014)
  - Король Міде — Маел Сехнайлл мак Домнайлл (976—1022)
  - Мунстер — Бріан Боройме (978—1014)
  - Улад — Ніалл мак Дейв Туйнне (1007—1016)
    - Конайлле Муйрхемне — Крінан мак Гормлада (1005—1012); Кінаед мак Ін Гейркке (1012-1029)
- Італія:
  - Королівство Італія (Священна Римська імперія) — Ардуін Іврейський (1002—1014)
  - Венеційська республіка — дож Оттон Орсеоло (1008/1009-1026)
  - Іврейська марка — Ардуїн (бл. 990—1015)
  - Князівство Капуанське — Пандульф II (1007-1022)
  - Князівство Беневентське — Пандульф II (981–1014)
  - Герцогство Гаета — Іоанн IV (1008/1009-1012); Лев I (1012), Іоанн V (1012-1032)
  - Маркграфство Монферрат — Гульєльмо III (991—1042)
  - Салернське князівство — Гваймар III (994–1027)
  - Сполетське герцогство — Раньє (1010—1020)
  - Сицилійський емірат — Джафар аль-Кальбі (998—1019)
    - Катепанат Італії — Василь Месардоніт (1010—1016)
- Кавказ:
  - Абхазьке царство — Баграт III (978—1014)
  - Вірменія — Гагік I (989—1020)
  - Кахетія — Баграт III приєднав Кахетію і Гереті до царства Картлі до 1014.
  - Тао-Кларджеті — Баграт III (1008—1014)
- Німеччина:
  - Маркграфство Австрія — Генріх I (994—1018)
  - Герцогство Баварія — маркграф Генріх IV Святий (1009—1017)
  - Архієпископ Зальцбургу — Хартвіг (991—1023)
  - Герцогство Каринтія — Адальберо (1011—1035)
  - Кельнське курфюрство — Геріберт (999—1021)
  - Лужицька марка — Геро Лужицький — західна частина (до 1015); Болеслав I — східна частина (1002—1025)
  - Архієпископ Майнца — Ерканбальд (1011—1021)
  - Маркграфство Мейсен — Герман I (1009—1038)
  - Ободрицький союз — Мстислав (995—1019)
  - Герцогство Саксонія — Бернхард II (1011—1059)
  - Саксонська марка — Геро II (993—1015)
  - Герцогство Швабія — Герман III (1003—1012); Ернст I (1012-1015)
- Піренейський півострів:
  - Графство Безалу — Бернард I Таллаферо (988–1020)
  - Королівство Леон — король Леону Галісії та Астурії Альфонсо V (999—1028)
  - Коїмбрське графство — Моніо Гонсалвес (981/983-1017)
  - Кордовський халіфат — Гішам II (1010—1013)
    - Валенсійська тайфа — Мубарак і Музаффар (1010—1018)
    - Аркоська тайфа — Мухаммад I аль-Джазарі Імад ад Даула (1011/1012-1029/1030)
    - Мурсійська тайфа — Хайран (1011—1014)
    - Толедська тайфа — Мухаммад ібн Я'їс (1010—?); Ібн Масарра (?-?)
    - Тортоська тайфа — Лабіб аль-Амірі аль-Фата (1010—1039/1040)
    - Бадахоська тайфа — Сабур (1012/1013—1022)
    - Альмерійська тайфа — Афлах (1012—1014)

  - Королівство Наварра — Санчо III (1000—1035)
  - Графство Португалія — Альвіто Нунеш (1008—1016)
- Польща — Болеслав I Хоробрий (992—1025)
- Скандинавія:
  - конунґ данів — Свен I Вилобородий (986—1014)
  - Король Норвегії — Свен I Вилобородий (1000—1014)
  - Швеція — Улоф III Шетконунг (995—1022)
- Угорське князівство — король Стефан I Угорський (1000/1001—1038)
- Україна — Київський князь Володимир Святославич (979—1015)
  - Волинське князівство — Всеволод Володимирович (987—1013)
  - Овруцьке князівство — Святослав Володимирович (988—1015)
  - Тмутороканське князівство — Мстислав Хоробрий (988—1023)
- Королівство Франція — Роберт II Побожний (987—1031)
  - Герцогство Аквітанія — Ґійом V Великий (995—1030)
  - Арелатське королівство — Рудольф III (993—1032)
  - Графство Булонь — граф Бодуен II (990—1033)
  - Графство Бургундія — Оттон-Вільгельм (982–1026)
  - Графство Ванн — Будик (1004/1005-1037/1038)
  - Герцогство Васконія — герцог Санш VI Ґійом (1009—1032)
  - Бретонське герцогство — Фульк III Нерра (987—1040)
  - Голландія — Дірк III (993—1039)
  - Ено (графство) — Готфрід I (998—1023)
  - Графство Керсі — Гуго (1010—1053)
  - Графство Ла Марш — Бозон II (997—1012); Бернар I (1010/1012-1047)
  - Нижня Лотарингія — Оттон (991—1012); Готфрід I (1012-1023)
  - Люксембург (графство) — Генріх I (998—1026)
  - Льєзьке єпископство — Балдерік II Льєзький (1008—1018)
  - Графство Мен — Гуго III (992-1015)
  - Монпельє (сеньйорія) — Гільйом I де Монпельє (985—1025)
  - Намюр (графство) — Роберт II (1011—1018/1031)
  - Нормандія — Річард II (996—1026)
  - Савойське графство — Гумберт I (1003—1047/1048)
  - Графство Тулуза — Гильйом III Тайлефер (978—1037)
  - Урхельське графство — Ерменгол II (1011—1039)
  - Фландрія — Балдуїн IV (987—1035)
  - Графство Фуа — Бернар Роже де Фуа (1011/1012-1036/1038)
- Хорватія — Крешимир III (1000—1030) і Гойслав (1000—1020)
- Чехія — князь Яромир (1004—1012); Олдржих (1012-1033)
- Шотландія:
  - Король Шотландії — Малкольм II (1005—1034)
  - Стратклайд — Еоган II (997—1018)
- Святий Престол; Папська держава — папа римський Сергій IV (1009—1012); Бенедикт VIII (1012—1024)
- Вселенський патріарх — Сергій II (998/999-1001/1019)
  - Тбіліський емірат — Алі II Джафар (981—1032)

## Азія
- Близький Схід:
  - Фатіміди — Аль-Хакім (996—1021)
  - Багдадський халіфат — Кадір (991—1031)
  - Шаріфат Мекки — Абу'л-Фатах аль-Хасан (994—1039)
  - Дербентський емірат — аль-Мансур I (1001—1034)
  - Зіядіди — Абдулла або Зіяд ібн Ісхак (981—1012); Ібрагім або Абдулла (близько 1012-1018)
  - Зіяриди — Кабус (977—1012); Манучіхр (1012-1031)
  - Держава Ширваншахів — Язід II (991—1027)
- Васпураканське царство — Сенекерім (1003—1021)
- Візантія:
- Карське царство — Абас (984—1029)
- Сюнікське царство — Васак (998—1040)
- Ташир-Дзорагетська держава — Гагік I (989—1020)
- Династія Лі — Лі Тхай То (1009—1028)
- Індія:
  - Гуджара-Пратіхари — Раджапала (989—1018)
  - Гуджарадеша — Дурлабхараджа (1008—1022)
  - Династія Какатіїв — Бета I (1000—1030/1050)
  - Камарупа — Ґо Пала (990—1015)
  - самраат Кашмірської держави (Династія Лохара) — Санграмараджа (1003—1028)
  - Мевар (князівство) — Нараварман (?-?)
  - Імперія Пала — Махіпала I (988—1038)
  - Держава Пандья — підкорено Чолою до 1190
  - Раджарата — раджа Махінда V (1001—1017)
  - Династія Тхакурі — Рудрадева I (1008—1015)
  - Саканбарі — нріпа Дурлабхараджа II (998—1012); Говіндараджа III (1012-1036)
  - Західні Чалук'ї — Вікрамадітья V (1008—1014/1015)
  - Східні Чалук'ї — Вімаладітья (1011—1018)
  - Чандела — магараджа Джеджа-Бхукті Від'ядхара (1002/1003-1035)
  - магараджа держави Чеді й Дагали Коккала II (990—1015)
  - Чола — Раджараджа Чола I (985—1014)
  - Династія Шахі (Кабулшахи, Індошахи) — Трилочанапала (1011—1022)
- Індонезія:
  - Матарам — Дармавангса (990—1006/1016)
  - Сунда — Прабу Браявісеса (989—1012); Прабу Діва Санг'ян (1012-1019)
  - Шривіджая — Шрі Маравіджаятунггаварман (1004/1006-1017)
- Китай:
  - Далі — до 1081 невідомо
  - ідикут Кучі — до 1126 — невідомі
  - Династія Ляо — Єлюй Лунсюй (982—1031)
  - Династія Сун — Чжао Хен (997—1022)
- Корея:
  - Корьо — Хьонджон (1009—1031)
- Паган — король Чунсо Чаунґп'ю (1001—1021)
- Персія і Середня Азія:
  - Баванди — Абу Джафар Мухаммад (? — 1027)
  - Буїди — Бага ад-Даула (998—1012); Султан ад-Даула (1012-1024)
  - Газневіди — Махмуд Газневі (998—1030)
  - Какуїди — Мухаммад Душманзіяр (1008—1041)
  - Мамуніди — Мамун II (1009—1017)
  - Раввадіди — Мамлан I (988—1019)
  - Саларіди — Марзубан II ібн Ісмаїл (979? — до 1050)
  - Шеддадіди — Фадл I (Фазлун I) ібн Мухаммад (985—1031)
- Кхмерська імперія —  Сур'яварман I (1011-1050)
- Середня Азія:
  - Караханідська держава — Ахмад Арслан-хан (998—1017)
- Японія — Імператор Сандзьо (1011—1016)

## Африка
- Берегвати — ?
- Зіріди — Бадіс ібн аль-Мансур (995—1016)
- Макурія — Стефанос (1006? — 1027?)
- Сіджильмаський емірат — Ванудіе ібн Хазрун (999—1020; втретє)
- Фатіміди — Аль-Хакім (996—1021)
- Феський емірат — Аль-Муїзз ібн Зірі (999—1026)
- Королівство Шоа — амір Ейдал (?-?)